# 福部車站
福部車站（日语：／ Fukube eki */?）是一由西日本旅客鐵道（JR西日本）所經營的鐵路車站，位於日本鳥取縣鳥取市福部町，是JR西日本山陰本線沿線的一個無人車站，屬於中國統括本部所管轄的範圍。
福部車站在1910年初設時，原名鹽見（塩見駅，其名稱源於所在地的行政區劃名稱——元鹽見村），元鹽見村後經多次合併之後在1928年時成為福部村，而車站則是在1949年時根據所在地名改為福部。目前福部村已在2004年時的平成大合併中被編入鳥取市，成為鳥取市的市轄町、福部町。

## 車站結構
島式1面2線月台，可進行交會的地面車站。鳥取鐵道部管理的無人站，軌道西側的站舍內設有乘車站證明書發行機。站舍側的月台必須跨過構內平交道。

### 月台配置
| 月台        | 路線     | 方向 | 目的地         |
| ----------- | -------- | ---- | -------------- |
| 站舍側（1） | 山陰本線 | 上行 | 濱坂、豐岡方向 |
| 對側（2）   | 山陰本線 | 下行 | 鳥取、米子方向 |

## 相鄰車站
西日本旅客鐵道
 山陰本線
■快速、■普通
大岩－福部－（瀧山信號場）－鳥取